# Вировитица
Вировитица (на хърватски: Virovitica) е град в северната част на Хърватия с надморска височина 122 м, административен център на Вировитишко-подравска жупания.

## Общи сведения
Градът се намира в западната част на областта Славония, в долината на река Драва, наричана Подравина. Само на 15 км северно от Виротица преминава границата с Унгария.
През града минават шосейния и жп път Осиек - Виротица - Копривница - Вараждин, както и международният път Будапеща - Барч - Виротица - Баня Лука.

## Население
Населението на града е 14 688 души, а на цялата община – 21 291 души (към 2011 г.).

## Забележителности
- Замъкът Пеячевич, понастоящем превърнат в Градски музей.